# Schwarzkopf-Ruderente

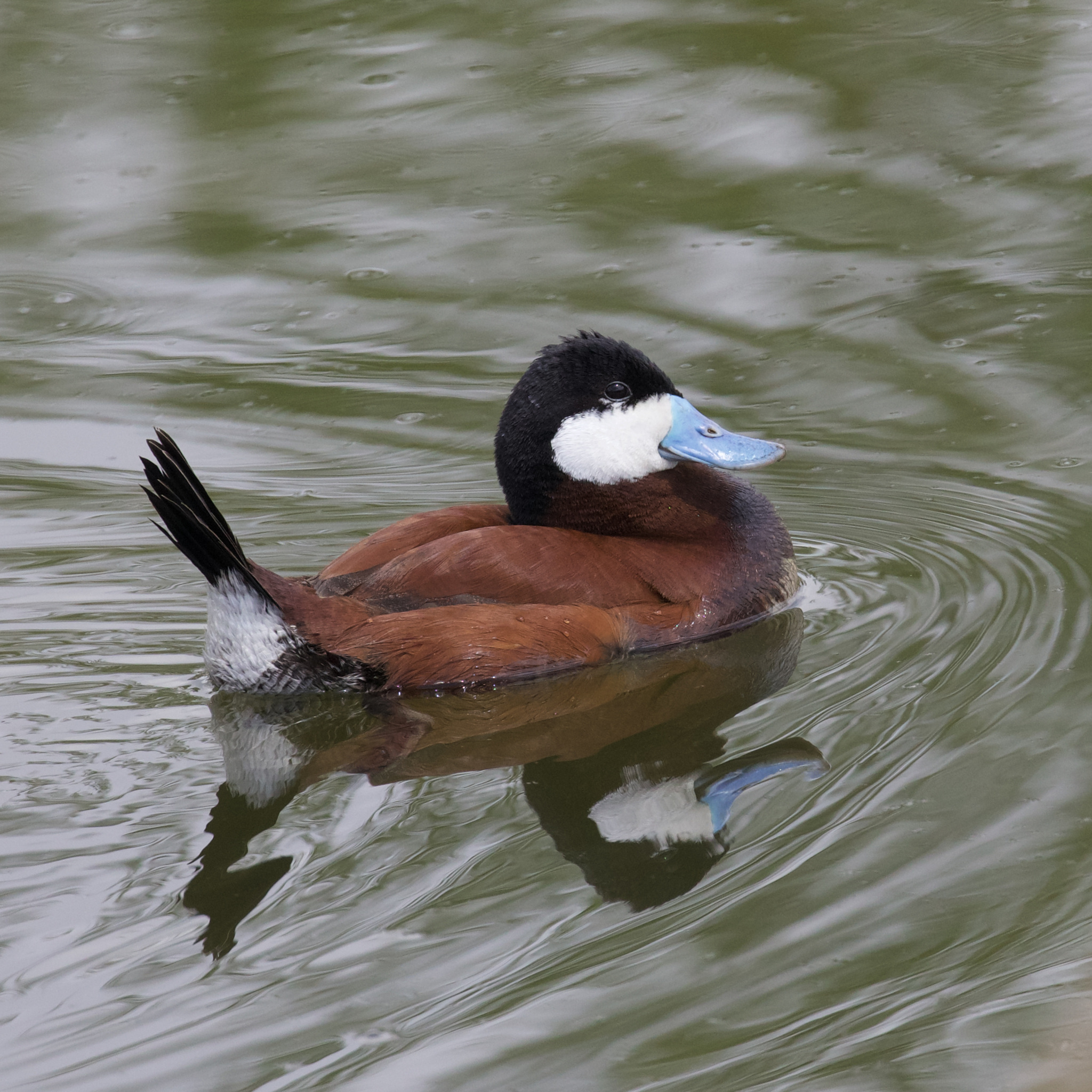
Männchen mit Prachtgefieder

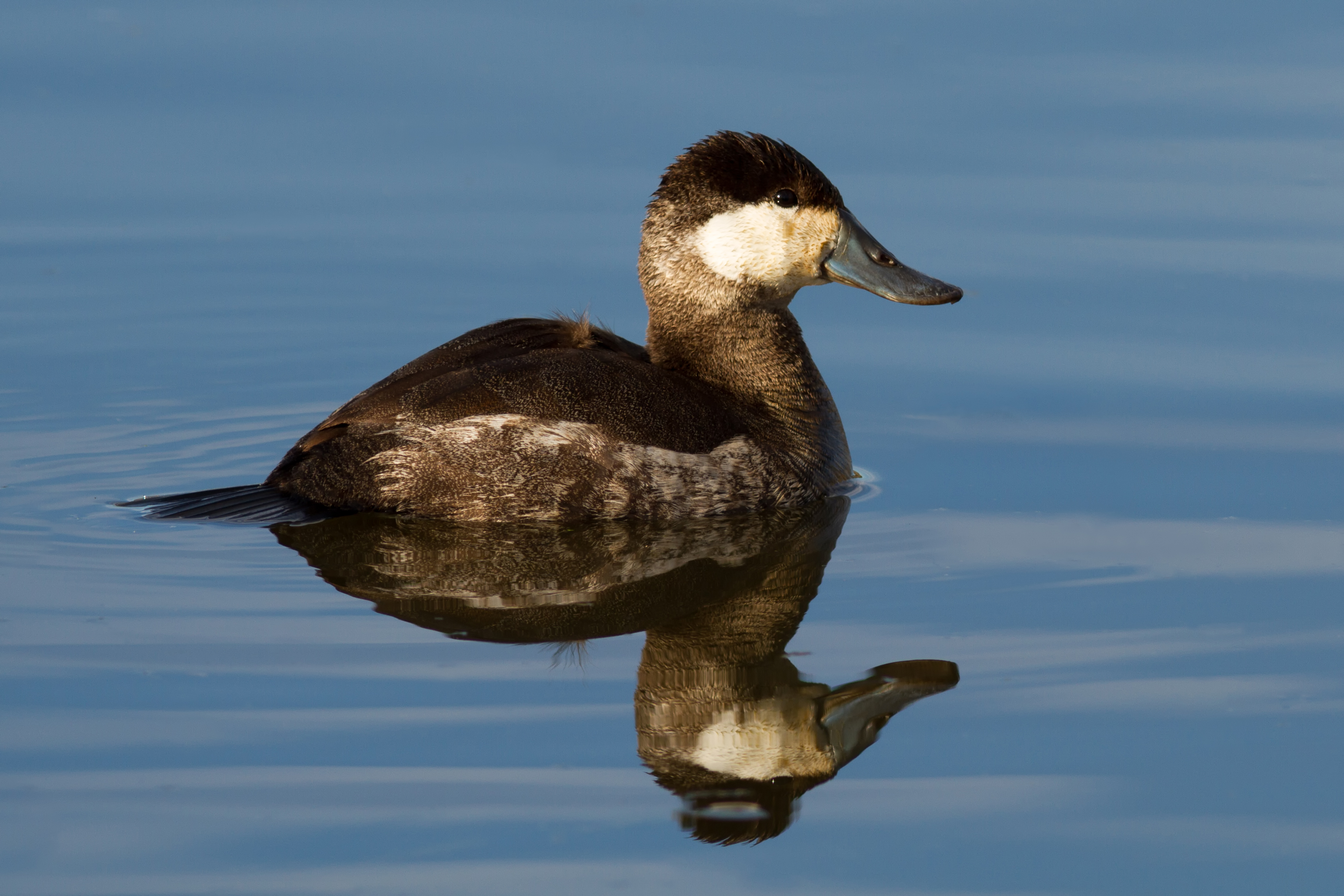
Männchen im Schlichtkleid

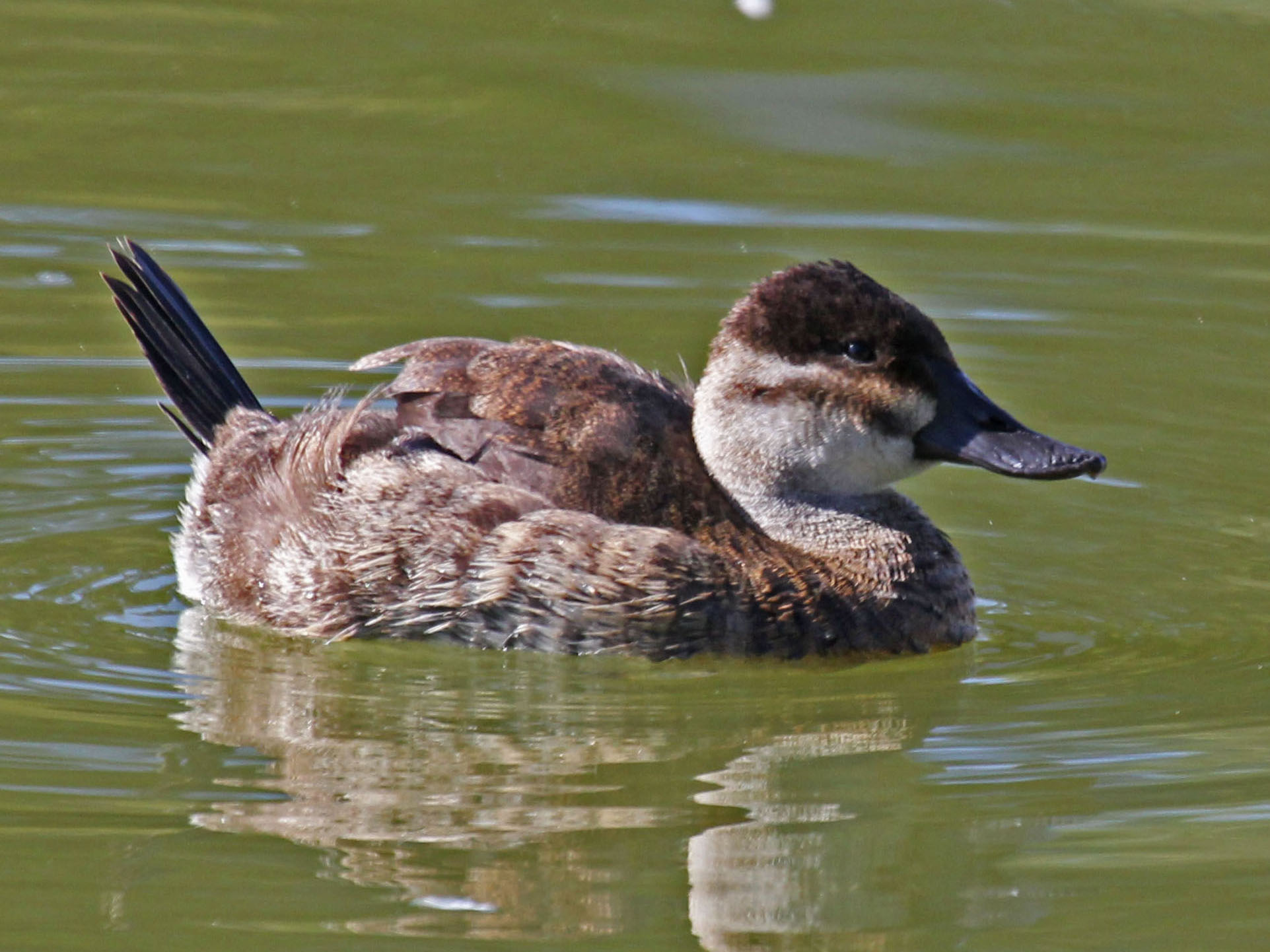
Weibchen

Die Schwarzkopf-Ruderente (Oxyura jamaicensis) ist eine Art aus der Familie der Entenvögel. Sie gilt als einer der typischsten Vertreter der Ruderenten.
Die ursprünglich in Nordamerika beheimateten Schwarzkopf-Ruderenten zählen in Europa zu den Gefangenschaftsflüchtlingen, die sich mittlerweile in Europa so fest etabliert haben, dass sie als Neozoen gelten. Da sie sich stark mit den in Europa ansässigen Weißkopf-Ruderenten vermischen und sie langfristig zu verdrängen drohen, sind umfangreiche Maßnahmen eingeleitet worden, diese eingeschleppte Art innerhalb Europas einzudämmen.

## Erscheinungsbild

### Körperbau
Wie alle Ruderenten zeichnet sich auch die Schwarzkopf-Ruderente durch einen im Verhältnis zum Körper auffällig dicken Kopf mit einem breiten, etwas aufgetriebenen Schnabel aus. Der Körper ist gedrungen, der Schwanz lang und steiffedrig. Er wird von beiden Geschlechtern auch außerhalb der Balzzeit häufig hochgestellt. Trotz der kleinen, gewölbten Flügel gelten Schwarzkopf-Ruderenten als geschickte und schnelle Flieger. Die Weibchen wiegen durchschnittlich etwa 500 Gramm; die Männchen sind um 100 Gramm schwerer.
Die Beine sind im Vergleich zu anderen Entenarten, die nicht zu den Ruderenten gehören, sehr weit hinten am Körper angesetzt. Sie liegen damit deutlich hinter dem Körperschwerpunkt. Die Schwarzkopf-Ruderente ist in der Lage, sehr kraftvoll zu schwimmen und zu tauchen. An Land wirkt sie eher unbeholfen. Um die nötige Fluggeschwindigkeit zu bekommen, muss die Schwarzkopf-Ruderente lange auf der Wasserfläche Anlauf nehmen und sehr heftig mit den Flügeln schlagen.

### Gefieder
Im Pracht- und Brutkleid hat das Männchen einen schwarzen Kopf mit weißem Wangenfeld. Der Schnabel ist auffällig hellblau. Das Körpergefieder ist leuchtend kastanienbraun. Im Ruhekleid variiert das Körpergefieder zwischen grau und braun, der Schnabel ist dann dunkelgrau. Die Kopfplatte ist in dieser Zeit eher schwarzgrau. Die weißen Wangenfelder sowie die weiße Färbung der Unterschwanzdecke bleiben auch in dieser Zeit bestehen.
Das Gefieder des Weibchens ist ganzjährig graubraun getönt, wobei die Farbintensität zwischen den einzelnen Körperteilen variiert. Auch der Schnabel ist ganzjährig dunkelgrau und wirkt insgesamt nicht so stark aufgetrieben wie beim Männchen.
Schwarzkopf-Ruderenten mausern ihr Gefieder nach der Brutzeit. Bei den Männchen beginnt diese Vollmauser Ende Juli beziehungsweise zu Beginn des Monats August. Bei den Weibchen setzt die Mauser erst ab Ende August ein. Die Pränuptialmauser fällt in den Zeitraum Februar bis April. Dabei werden die Schwungfedern nur bei etwa zehn Prozent der Individuen zum zweiten Mal vollständig erneuert.

## Stimme
Die Schwarzkopf-Ruderente ist ein weitgehend stummer Vogel. Nur während der Balz lässt sie ein vokales „quärr“ hören. Zu ihrem Lautrepertoire gehören aber auch eine Reihe von Instrumentallauten. Die Männchen erzeugen während der Balz rasselnde Laute mit dem offenen Schnabel. Auch vom Weibchen sind diese Geräusche gelegentlich zu hören. Sie klopfen außerdem mit dem Schnabel gegen den aufgeblasenen Kehlsack und erzeugen dabei eine Sequenz rülpsender und klickender Geräusche. Lautmalerisch können sie mit tik tik tik tik tikiktktktktk trrrr oder dü düdüdüdü-grüuik umschrieben werden. Weit vernehmbar ist auch ihr Flügelschlagen auf die Wasseroberfläche.

## Lebensweise
Schwarzkopf-Ruderenten sind Brutvögel mit einem Verbreitungsgebiet in fast ganz Nordamerika. Sie nisten im Rieddickicht in Gewässernähe und gehen lediglich Saisonehen ein. Im Winter ziehen sie an die Buchten der Küstengewässer und an die Seen und Teiche, die noch nicht zugefroren sind. Sie leben überwiegend von Samen und Wurzeln diverser Wasserpflanzen, Wasserkleinlebewesen und Kleinmollusken. Mit ihrem breit ausgezogenen Schnabel durchseihen sie den Schlammboden von Gewässern in etwa einem Meter Tiefe. Meist taucht diese Ente daher in verhältnismäßig niedrigem Gewässer. Sie sucht ihre Nahrung dabei in Gewässerteilen, deren Boden etwas außerhalb der Reichweite gründelnder Enten ist.

## Fortpflanzung

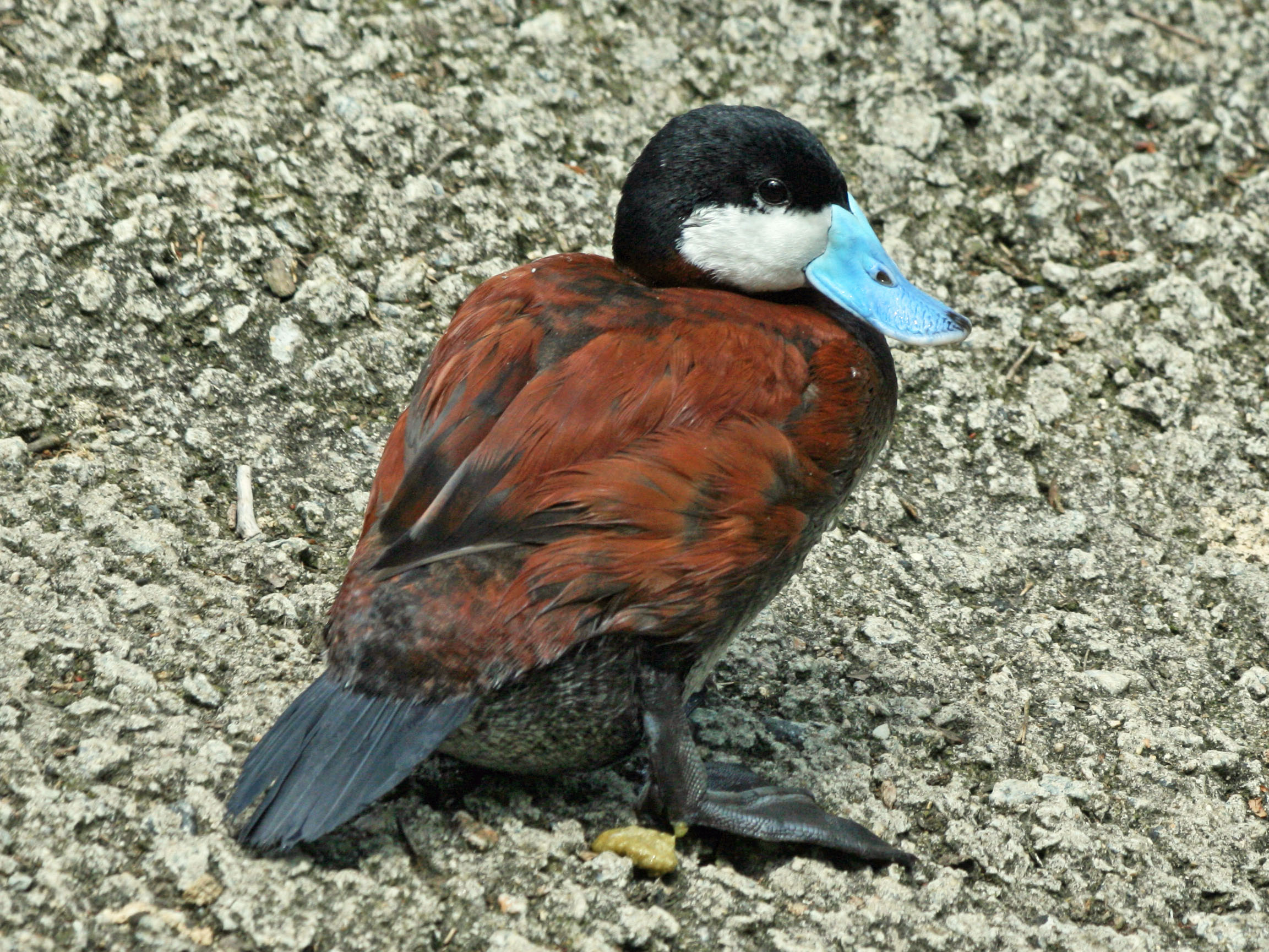
Schwarzkopf-Ruderente, Männchen

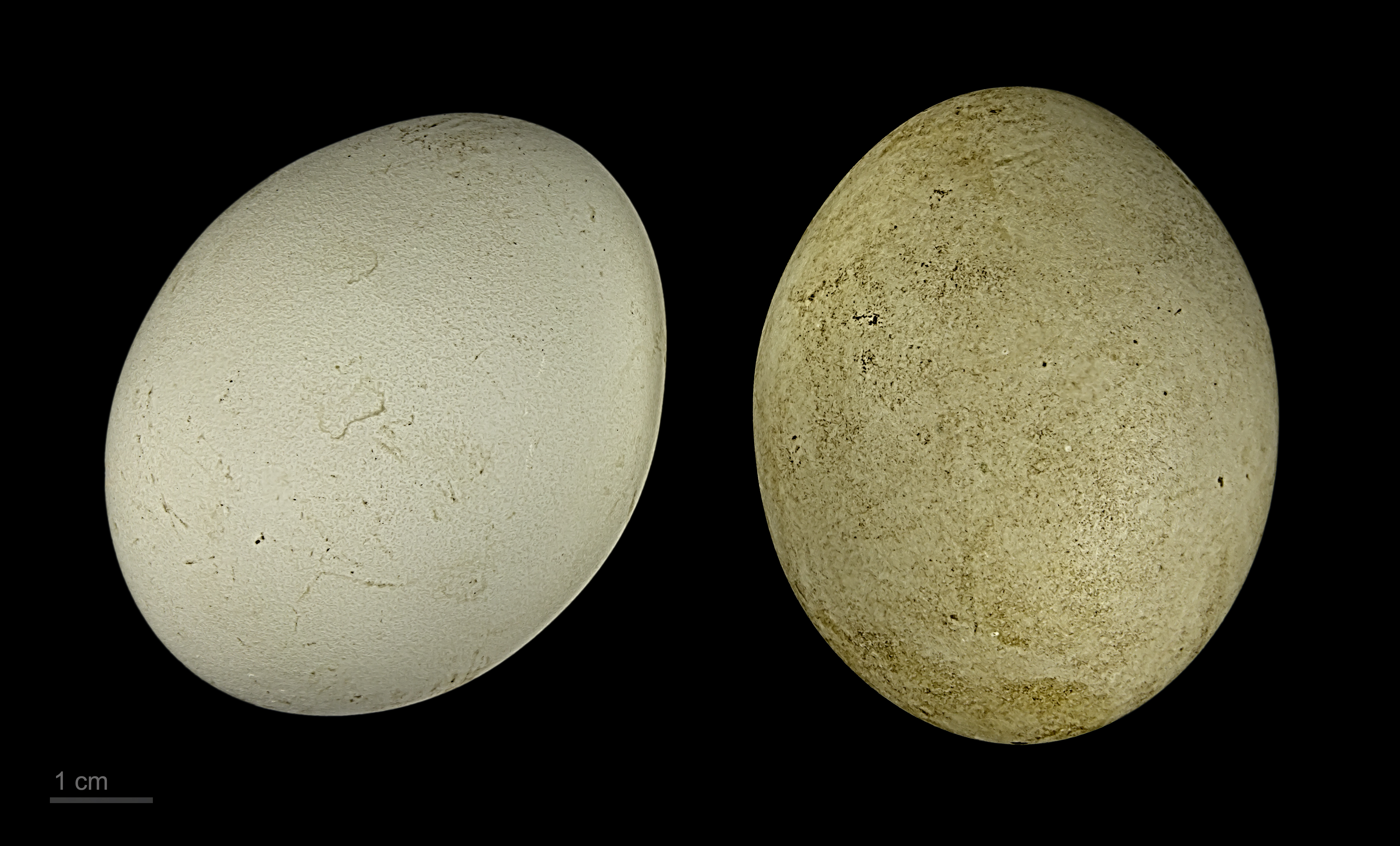
Eier der Schwarzkopf-Ruderente

Die Weibchen der Schwarzkopf-Ruderente brüten das erste Mal im ersten Lebensjahr. Die Männchen sind in der Regel älter als zwei Jahre. Das Nest wird in dichter Vegetation in der Nähe von Flachgewässern errichtet. Sehr häufig weist das Nest, das mit senkrechten Halmen verwoben wird, ein kuppelförmiges Dach aus abgebogenen Pflanzen auf. Schwarzkopf-Ruderenten beginnen mit der Eiablage ab Mitte April. Die Gelege umfassen in der Regel zwischen sechs und zehn Eier. Die Eier sind breitoval und von matt weißlicher bis rahmfarbener Farbe. Das Weibchen bebrütet das Gelege zwischen 23 und 26 Tagen, wobei die Bebrütung mit dem letzten Ei beginnt. Jungvögel verlassen das Nest schon in einem Lebensalter von 20 Stunden; sie werden vom Weibchen geführt. Gelegentlich ist auch das Männchen an der Führung der Jungvögel beteiligt.
Die jungen Küken können schon sehr frühzeitig tauchen. Mit etwa vier Wochen werden sie vom Weibchen verlassen und sind dann selbständig. Mit 50 bis 55 Lebenstagen sind sie flügge. In Europa kommt es in der Regel nur zu einer einzigen Jahresbrut, auch in Nordamerika ist dies die Regel und nur regional ziehen Schwarzkopf-Ruderenten zwei Gelege pro Jahr groß.

## Bestand
Die IUCN schätzt den Gesamtbestand der Schwarzkopf-Ruderente auf 510.000 Tiere. Die Art gilt als „nicht gefährdet“.

## Schwarzkopf-Ruderenten als Neozoen in Europa
1948 wurden sieben Schwarzkopf-Ruderenten (vier Männchen und drei Weibchen) aus den USA nach Großbritannien importiert. Zwischen 1953 und 1973 gelangten insgesamt etwa 90 Nachfahren dieser Tiere als sogenannte Gefangenschaftsflüchtlinge in die Freiheit; 1960 wurde dort die erste Brut festgestellt. Bis zum Jahr 2000 hatte sich die wildlebende Population in Großbritannien auf etwa 5000 Tiere vergrößert. Von Großbritannien aus erfolgte eine Kolonisierung des Festlandes. Erste Beobachtungen von offenbar freilebenden Schwarzkopf-Ruderenten in Deutschland stammen aus dem Jahre 1980. Seither werden in Niedersachsen, Nordrhein-Westfalen und Schleswig-Holstein Schwarzkopf-Ruderenten sehr regelmäßig in der Sommer- und Brutzeit beobachtet. Im Süden Deutschlands sowie Österreich und der Schweiz werden Schwarzkopf-Ruderenten dagegen vor allem im Herbst und Winter beobachtet. Insgesamt wurden Beobachtungen der Art aus 21 Ländern der westlichen Paläarktis gemeldet, in mindestens 11 davon kam es zu Brutversuchen. Regelmäßig werden Bruten in Island, Irland, Großbritannien, Frankreich, Spanien und Marokko registriert.
Durch Hybridisierung und wahrscheinlich auch Nahrungs- und Nistplatzkonkurrenz ist die Schwarzkopf-Ruderente zur Hauptgefährdungsursache für die bedrohte südeuropäische Weißkopf-Ruderente geworden. Zum Schutz dieser einheimischen Ruderentenart werden daher in Portugal, Spanien, Frankreich und Großbritannien Maßnahmen zur Bestandsregulierung bzw. -eliminierung wildlebender Schwarzkopf-Ruderenten durchgeführt („Culling“). In Großbritannien hat dieses drastische Vorgehen zu einer umfangreichen öffentlichen Debatte über Tier- und Naturschutz geführt. Die Art wird nach dem Bundesnaturschutzgesetz (BNatSchG) § 40 als invasive Art betrachtet, die heimische Arten gefährdet. Es wird für Deutschland eine Beseitigung gefordert, damit sich keine größeren Populationen aufbauen.
In Deutschland wie auch in der Schweiz ist die Einfuhr und Haltung von Schwarzkopf-Ruderenten verboten.
Die Schwarzkopf-Ruderente ist 2016 in die „Liste der unerwünschten Spezies“ für die Europäische Union aufgenommen worden.
Unklar war lange Zeit auch, ob nicht parallel zur Einführung durch den Menschen eine Ausbreitung auf natürlichem Wege stattgefunden hat. Mit Hilfe molekularbiologischer Methoden konnte mittlerweile festgestellt werden, dass die europäische Population der Schwarzkopf-Ruderente tatsächlich ausschließlich aus den Nachfahren der ersten Gefangenschaftsflüchtlinge besteht.

## Belege